# Овсянниковское сельское поселение
Овсянниковское се́льское поселе́ние — муниципальное образование в Тобольском районе Тюменской области Российской Федерации.
Административный центр — деревня Овсянникова.

## История
Статус и границы сельского поселения установлены Законом Тюменской области от 5 ноября 2004 года № 263 «Об установлении границ муниципальных образований Тюменской области и наделении их статусом муниципального района, городского округа и сельского поселения».

## Население
| 2010 | 2011 | 2012 | 2013 | 2014 | 2015 | 2016 |
| ---- | ---- | ---- | ---- | ---- | ---- | ---- |
| 943  | ↘942 | ↘894 | ↘882 | ↘853 | ↘844 | ↗845 |
| 2017 | 2018 | 2019 | 2020 | 2021 |      |      |
| ↘831 | ↘824 | ↘816 | ↘805 | ↗900 |      |      |

## Состав сельского поселения
| № | Населённый пункт | Тип населённого пункта          | Население |
| - | ---------------- | ------------------------------- | --------- |
| 1 | Карташи          | деревня                         | 13        |
| 2 | Корикова         | деревня                         | 62        |
| 3 | Кугаева          | деревня                         | 18        |
| 4 | Овсянникова      | деревня, административный центр | 442       |
| 5 | Савина           | деревня                         | 121       |
| 6 | Сузгун           | посёлок                         | 187       |
| 7 | Тренина          | деревня                         | 79        |
| 8 | Усольцева        | деревня                         | 21        |